# Gosia Rdest

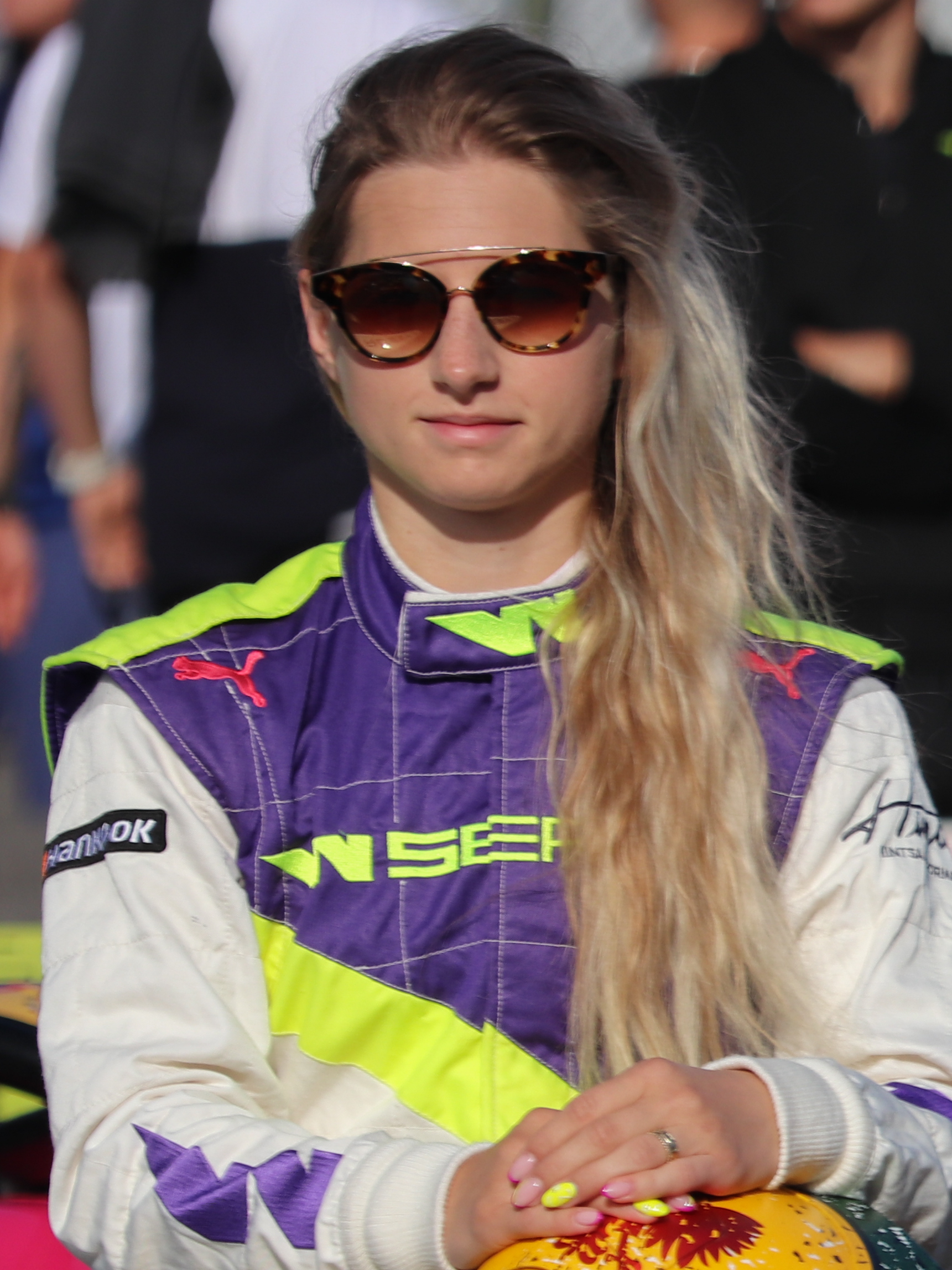
Gosia Rdest 2019 beim W-Series-Rennen in Brands Hatch

Malgorzata "Gosia" Rdest (* 14. Januar 1993 in Żyrardów) ist eine polnische Automobilrennfahrerin.

## Karriere
Gosia Rdest fing 2009 mit dem Kartsport an und fuhr dort bis 2011.
Ihre ersten Rennen im Formelsport bestritt sie 2012 im Formel BMW Talent Cup, den sie mit dem zehnten Platz abschloss. In der Saison 2013 trat sie mit dem Team Douglas Motorsport in der BRCD Formel-4-Winter-Meisterschaft und BRCD Formel-4-Meisterschaft an. In den beiden Meisterschaften erreichte sie die Ränge 11 und 18.
2013 und 2014 startete sie im Volkswagen Castrol Cup. In ihrer zweiten Saison erzielte sie mit dem 14. Platz in der Gesamtwertung ihr bestes Ergebnis in dem Markenpokal. Im Volkswagen Scirocco R-Cup hatte sie 2014 an einem Rennen teilgenommen. Im Volkswagen Golf Cup Poland wurde sie ein Jahr später Zehnte.
Von 2015 bis 2017 trat sie im Audi Sport TT Cup an. 2017 beendete sie die Saison mit dem sechsten Rang und ihrem besten Ergebnis in der Serie.
2016 und 2017 fuhr sie in der ADAC TCR Germany. Im ersten Jahr pilotierte sie einen VW Golf GTI TCR und im zweiten Jahr einen Audi RS3 LMS TCR. Die Meisterschaften schloss sie mit dem Plätzen 19 und 30 ab.
In der Saison 2018 ging sie mit einem Audi R8 LMS GT4 in verschiedenen GT-Rennserien an den Start. Im GT4 International Cup wurde sie Neunte, in der GTAM-Wertung der International GT Open wurde sie 19. und in der ProAM-Wertung des GT4 Central European Cup erreichte sie den 12. Platz.
2019 startete sie in der W Series und wurde 14. in der Gesamtwertung. 2020 trat sie in der W Series Esports League an, da wegen der COVID-19-Pandemie die W Series 2020 abgesagt wurde und beendete sie mit dem 15. Platz. In der W Series 2021 fuhr sie nur drei Rennen und beendete diese mit dem 18. Platz.
Für das Team Aust Motorsport ging sie 2019 mit einem Audi R8 LMS GT3 Evo beim Rennen auf dem Hockenheimring in der ADAC GT Masters an den Start.
2020 trat sie in der Alpine Elf Europa Cup an und startet auch in der Saison 2021 in dieser Rennserie.
Rdest startete in ihrer Motorsportkarriere von 2015 bis 2020 mehrfach in Langstreckenrennen in der 24H Series. Ihr bestes Ergebnis in einem Langstreckenrennen, einen zweiten Platz in der 991-Wertung, erzielte sie 2019 mit einem Porsche 911 GT3 Cup (Typ 991 II) des Teams MRS GT-Racing beim 24-Stunden-Rennen von Dubai.

## Statistik

### Einzelergebnisse in der W Series
| Jahr | 1   | 2   | 3   | 4   | 5   | 6   | 7   | 8   | Punkte | Rang |
| ---- | --- | --- | --- | --- | --- | --- | --- | --- | ------ | ---- |
| 2019 | HOC | ZOL | MIS | NOR | ASS | BRA |     |     | 10     | 14.  |
| 2019 | 9   | DNF | 13  | 14  | 6   | 13  |     |     | 10     | 14.  |
| 2021 | RBR | RBR | SIL | BUD | SPA | ZAN | AUS | AUS | 2      | 18.  |
| 2021 | 9   | 17  |     |     | 16  |     |     |     | 2      | 18.  |